# Pierre Griffi
Pierre Griffi est un résistant corse né à Alger, le 13 mai 1914 et mort le 18 août 1943 à Bastia. Il a fait partie des quatre premiers agents de l' Opération Pearl Harbour en Corse pour ses compétences professionnelles en émission radio, mais aussi pour son engagement politique dans les Brigades internationales durant la guerre d'Espagne et dès juin 1940 contre Pétain.

## Origines
Pierre Griffi est le fils de Don Jean Griffi, originaire de Poggio-di-Nazza (Corse) et de Pauline Didier, savoyarde.
En 1937, il combat aux côtés des Républicains espagnols au sein des Brigades internationales.
Dès 1941, il est à Alger dans le réseau clandestin Afrique d’où il échange les messages radio avec son commandement de Londres, avec le poste de l’OSS de Tanger, et avec l’Intelligence Service de Gibraltar. Il participe à l’appui du débarquement allié du 8 novembre 42, appelée Opération Torch. Ils sont 400 résistants à neutraliser à Alger sans effusion de sang tous les postes de commandement, (central téléphonique, commissariat, résidence des responsables d'état major, etc.) qui étaient sous autorité du gouvernement de Vichy.
Il participe aussi aux réunions clandestines dans le magasin matériel radio de Jacques Briatte qui aboutiront à son engagement dans la mission organisée par les Services Spéciaux de la Défense Nationale établis à Alger.

## Engagement dans la Résistance corse (mission Pearl Harbour)
(octobre 2018).
Pierre Griffi débarque à bord du sous-marin Casabianca avec les trois autres agents la nuit du 14 décembre 1942 dans la baie de Topiti (Piana). Il a pour mission d'établir un lien radio permanent d'informations avec les services spéciaux et le sous-marin. Les autres agents (Toussaint Griffi et Laurent Preziosi) sont chargés d'effectuer la coordination politique des réseaux de résistance en vue d'un débarquement français.
Durant la 1re journée, il se tient caché au bord du rivage rocheux avec l'agent américain Frédéric Brown, chargé de veiller au bon déroulement du débarquement pendant que les autres agents essaient de nouer des contacts. À leur retour, Griffi lance un appel en morse avec sa lampe électrique au sous-marin pour lui signaler qu'il peut apporter le matériel. Une tempête se déclare, faisant chavirer le canot du Casabianca, sur lequel se trouvaient 3 sous-mariniers et les armes. L'enseigne de vaisseau Lasserre, le quartier-maître Jean Lyonnais et le timonier Pierre Vigot ne peuvent repartir. Frédéric Brown recruté aussi pour ses qualités d'excellent nageur, plonge dans cette mer démontée, comme il était prévu à l'origine, pour avertir le commandant de la situation. Pierre Griffi réussit toutefois à s'installer sur la zone de Piana-Cargèse pour garder le contact radio avec Alger après que ses compagnons aient réussi à constituer un 1er réseau.

## Périple réussi pour les émissions radio
Il rejoint ensuite Corte, avec Roger de Saule et les sous-mariniers, où le 2e réseau est constitué en s'arrêtant parfois pour émettre comme à Calacuccia. Il fait de Corte un de ses points d'appui pour émettre. Il est hébergé par la famille Loersch mais évite un jour de justesse d'être pris en flagrant délit d'émission par une voiture radiogonio de l'Ovra.
Il part ensuite à Ajaccio avec les 3 autres agents pour obtenir l'accord des premiers responsables de la résistance ajaccienne sur la préparation d'un débarquement. Il fait dans cette ville souvent équipe avec Laurent Preziosi et avec lui est hébergé chez une vieille dame pour ne pas éveiller les soupçons. Cette ville devient une place stratégique pour ses émissions radio sachant que les résistants leur font part de leur manque de moyens matériels pour s'opposer à l'occupation étrangère.
Grâce à ses messages, la première livraison importante d'armes (450 mitraillettes et 60 000 cartouches) s'effectue le 6 février 1943 dans la baie d'Arone avec les autres agents de la mission, l'équipe de Jean Nicoli et les résistants locaux.
Jean Nicoli propose à tous la préparation de l'enlèvement d'un haut responsable militaire italien, action qui aurait une résonance jusqu'en Angleterre. Pierre Griffi obtient une réponse négative d'Alger qui craint de fortes représailles, resserrement des contrôles et frein à la préparation du débarquement. Il déjoue pour sa part plusieurs fois les tentatives d'arrestation de l’OVRA (la police secrète italienne), notamment à Corte dans la maison de Loersch.
Lorsque les agents de la mission reçoivent l'ordre de rentrer à Alger, la coordination politique des réseaux de résistance est faite, les informations sur les implantations de l'ennemi sont mémorisées, la première importante livraison d'armes a été réalisée par le Casabianca. Pierre Griffi les accompagne avec l'équipe de Jean Nicoli à Sari-Solenzara pour leur retour à Alger par le Casabianca le 10 mars 1943. Il reste pour ses compétences radio et se met aux ordres du nouveau chef de mission Paulin Colonna d'Istria chargé de la coordination militaire. Ce dernier a rencontré avant son départ d'Alger Toussaint Griffi et Laurent Preziosi dans les bureaux des services spéciaux de la Défense nationale pour disposer de toutes les informations nécessaires à la coordination militaire des réseaux de résistance.
Pierre Griffi est obligé de se déplacer souvent, l'Ovra sait qu'il y a des émissions. Il est caché par la famille Mariani à Vero de mars à mai 42. Il échappe encore de justesse à l'Ovra et François Mariani l'installe dans sa maison du quartier Saint-Joseph à Ajaccio.

## Arrestation à Ajaccio
Pierre Griffi arrivera ainsi à transmettre 286 messages d'information. Alors que la plupart des réseaux sont constitués, il finit par être arrêté le 9 juin 1943 par l'OVRA à Ajaccio, peut-être sur dénonciation du chauffeur de taxi qui l'avait conduit jusqu'à la maison de Jean-François Mariani d'où il émettait ou par l'interception de son émission radio par une voiture gonio. L'OVRA fait irruption dans la maison et surprend trois hommes dont Pierre Griffi qui tente de s'enfuir mais finit par être maîtrisé. Il porte sur lui une carte d'identité au nom de Casanova Don Jean, profession électricien. Il déclare être locataire de Mariani depuis quelques jours seulement. Toutefois, l'OVRA trouve à l'étage supérieur une valise contenant un poste émetteur.
Il est arrêté mais, pendant les deux mois de l’instruction, Pierre Griffi résiste à toutes les tortures sans parler. Lorsque le 14 août son procès s'ouvre à Bastia, il est jugé avec 15 autres des réseaux (Jean-François Mariani, Ange Pietri, Charles Giudicelli, Gerard de Castelli, Joseph Tassistro, Emile Vernonet, François Antomarchi, François Ferracci, Dominique Casanova, Nonce Bienelli, Don Marc Sodini, Jean Pierre Milelli, Paul Milleli ; archives de l'État italien à Rome).
Il étonne son auditoire par son calme et son mépris de la mort. Il se fera honneur d’avoir provoqué, par ses informations, le torpillage du transport italien Francesco Crispi : « Oui, c'est moi le principal responsable du torpillage du Francesco Crispi, je sais que je vais être fusillé et je n'ai qu'un seul regret, si près de la libération, d'avoir été pris et de ne plus pouvoir vous faire du mal. »
Il force l'admiration de ceux qui l'approchent jusqu'à ses geôliers, ses ennemis, par la maîtrise de lui-même et sa ferme résolution de ne rien révéler de ce qui aurait pu nuire à ses camarades de lutte et aux services secrets.

## Exécution à Bastia par les fascistes italiens
Le 16 août, il est condamné à mort par le tribunal militaire du VIIe Corps d'armée italien pour espionnage, comme Sébastien de Casalta qui est en fuite.
Selon son cousin Toussaint Griffi dans son allocution à Corte du 11 septembre 1993, le Procureur du Roi, le Capitaine Lopane aurait, après avoir requis la peine de mort, tenté d'obtenir sa grâce et l'aurait cité en exemple aux jeunes italiens. Ces confidences ont été obtenues par Toussaint Griffi lui-même lorsqu'il le ramènera à Ajaccio dans les locaux de la Sécurité Militaire après l'avoir arrêté avec l'appui d'autres militaires et résistants dans un village où il s'était réfugié.
La veille de son exécution, ramené dans sa cellule par deux carabiniers dans la caserne Watrin, Pierre Griffi s'écrie en passant devant chaque porte de résistant prisonnier : « Adieu les amis, bonne chance dans la vie ! » (témoignage de Marc Sodini).
Le 18 août 1943 à 6 heures 30 du matin, il est amené au peloton d'exécution à Bastia, où, le sourire aux lèvres, il refuse de se laisser bander les yeux et aura pour dernières paroles : « Je meurs en soldat français ! Vive la France ! Vive de Gaulle ! A bas Mussolini ! » Il manifestait ainsi sa farouche opposition à l'idéologie fasciste et nazie et à l'occupation étrangère, italienne et allemande de sa patrie paternelle, la Corse. Tous les prisonniers avaient observé une minute de silence à sa mémoire.
Il est enterré dans le carré militaire du cimetière de Bastia.

## Médailles/Stèles
Reconnu Mort pour la France, il est titulaire, à titre posthume, de la médaille militaire pour faits de guerre, de la croix de guerre avec palme, et de la médaille du mérite décernée par le président des États-Unis Harry Truman. Un monument avec plaque et buste le représentant perpétue sa mémoire au Square-Griffi, rond-point de la gare à Ajaccio. Son nom figure sur le monument aux morts de la ville de Bastia, sur celui de la commune de Poggio-di-Nazza, et sur la stèle commémorative de la ville de Corte. Depuis la Libération, la place principale de la commune de Vero porte son nom.
Ses compagnons Toussaint Griffi et Laurent Preziosi ont évoqué son courage exemplaire dans leur livre 1re mission en Corse occupée. Une chanson lui a été dédiée par le groupe polyphonique A Filetta.